# Cerneahiv, Cerneahiv
Cerneahiv (în ucraineană Черняхів) este așezarea de tip urban de reședință a raionului Cerneahiv din regiunea Jîtomîr, Ucraina. În afara localității principale, mai cuprinde și satul Novosilka.

## Demografie
Componența lingvistică a așezării de tip urban Cerneahiv
     Ucraineană (97,9%)
     Rusă (1,84%)
     Alte limbi (0,24%)
Conform recensământului din 2001, majoritatea populației așezării de tip urban Cerneahiv era vorbitoare de ucraineană (97,9%), existând în minoritate și vorbitori de rusă (1,84%).